# Palena, Abruzzo
Palena är en ort och kommun i provinsen Chieti i regionen Abruzzo i Italien. Kommunen hade 1 307 invånare (2018).